# Isla Puná
Isla Puná är en ö i Ecuador.   Den ligger i provinsen Guayas, i den sydvästra delen av landet, 300 km sydväst om huvudstaden Quito. Arean är 919 kvadratkilometer.
Terrängen på Isla Puná är platt. Öns högsta punkt är 267 meter över havet. Den sträcker sig 40,1 kilometer i nord-sydlig riktning, och 40,8 kilometer i öst-västlig riktning.